# 奧里霍韋齊 (斯克維拉區)
49°35′23″N 29°37′27″E / 49.58972°N 29.62417°E
奧里霍韋茨（烏克蘭語：Оріховець）是位於烏克蘭北部的村莊，由基辅州白采爾克瓦區的斯克維拉市鎮負責管轄。該村始建於1631年，面積2.99平方公里，海拔高度236米，2001年人口574，人口密度每平方公里192人。